# 김수진 (1997년)
김수진(1997년 6월 27일 ~ )은 대한민국의 연합뉴스TV 기상캐스터이다. 

### 학력
- 계명대학교 패션디자인과 학사

## 경력
| 연도             | 사항                  |
| ---------------- | --------------------- |
| 2023.7~2023.12   | OBS 해양캐스터        |
| 2024.1~2024.4.19 | TBC 기상캐스터        |
| 2024.4.22~현재   | 연합뉴스TV 기상캐스터 |

## 수상 및 출전
- 2021년 미스 경북 진, 미스코리아 선 수상
- 2022년 미스 인터내셔널 출전